# Cormac McCarthy
Cormac McCarthy (født Charles McCarthy 20. juli 1933 i Providence i Rhode Island, død 13. juni 2023) var en Pulitzer-prisvindende amerikansk forfatter, som primært har skrevet romaner inden for genrerne western, sydstats-gotisk og post-apokalyptisk. Han har også forfattet skuespil og drejebøger.
Litteraturkritikeren Harold Bloom nævner ham, Thomas Pynchon, Don DeLillo og Philip Roth som vor tids fire store amerikanske forfattere. McCarthy sammenlignes ofte med William Faulkner og Herman Melville.